# Amaro Velho da Silva
Amaro Velho da Silva, 1.º Visconde de Macaé, (Rio de Janeiro, 16 de maio de 1780 – 25 de abril de 1844/1845 ou 1850) foi um comerciante brasileiro, tendo exercido o cargo de vereador pelo Rio de Janeiro.

## Vida
Amaro Velho da Silva nasceu no Rio de Janeiro em 16 de maio de 1780, um dos seis filhos de Manuel Velho da Silva e sua esposa Leonarda Maria da Conceição. Era abastado negociante, traficante de escravos e capitalista que também serviu como tenente-coronel de milícias. Foi agraciado, sucessivamente, com os títulos do Conselho (carta de 22 de agosto de 1812), de barão de Macaré (12 de setembro de 1826), de visconde de Macaé (18 de setembro de 1829) e visconde com as honras de grandeza de Macaé (18 de setembro de 1839). Também se sabe que foi vereador à câmara do Rio de Janeiro e veador da imperatriz do Brasil, primeiro diretor do Banco do Brasil, fidalgo cavaleiro, alcaide mor e donatário da vila São João del-Rei, comendador da Imperial Ordem de Cristo e deputado da Junta do Comércio. Faleceu em 25 de abril de 1844/1845 ou 1850.